# I Don’t Think So!
I Don’t Think So! (englisch für „Ich glaube nicht“) ist ein Lied und die Solo-Debütsingle der deutschen Pop-Rock-Sängerin Gracia, das im Juli 2003 erschien.

## Entstehung und Veröffentlichung
Das Lied wurde von Adam Alvermark, Andreas Karlegård, Niclas Lundin und Daniel Thornqvist geschrieben. Für die Produktion zeichneten André Buchmann (Brix) und Ingo Politz verantwortlich.
Die Erstveröffentlichung von I Don’t Think So! erfolgte als Single am 14. Juli 2003 bei Hansa Records. Diese erschien als CD-Maxi-Single mit insgesamt vier verschiedenen Versionen des Liedes (Katalognummer: 82876 55059 2). Es handelt sich nach dem Gastbeitrag We Have a Dream (Dezember 2002) um die Solo-Debütsingle von Gracia. Am 13. Oktober 2003 erschien das Lied als Teil von Gracias Debütalbum Intoxicated (Katalognummer: 82876 55366 2), dessen erste Singleauskopplung es ist.

## Musikvideo
Das dazugehörige Musikvideo entstand unter der Regie von Oliver Sommer.

## Rezeption
Das deutschsprachige Online-Magazin laut.de äußerte sich folgendermaßen zu I Don’t Think So!:
„Beim ersten Hören bestätigen sich aber die schlimmsten Befürchtungen. Frau Baur hat ihr Pulver mit dem zwar musikalisch eingängigen, aber textlich schwachen ‚I Don’t Think So!‘ schon weitgehend verschossen.“

## Chartplatzierungen
| ChartsChartplatzierungen | Höchstplatzierung | Wochen |
| ------------------------ | ----------------- | ------ |
| Deutschland (GfK)        | 3 (11 Wo.)        | 11     |
| Österreich (Ö3)          | 20 (9 Wo.)        | 9      |
| Schweiz (IFPI)           | 12 (10 Wo.)       | 10     |

| ChartsJahrescharts (2003) | Platzierung |
| ------------------------- | ----------- |
| Deutschland (GfK)         | 59          |